# Forstliche Versuchs- und Forschungsanstalt Baden-Württemberg

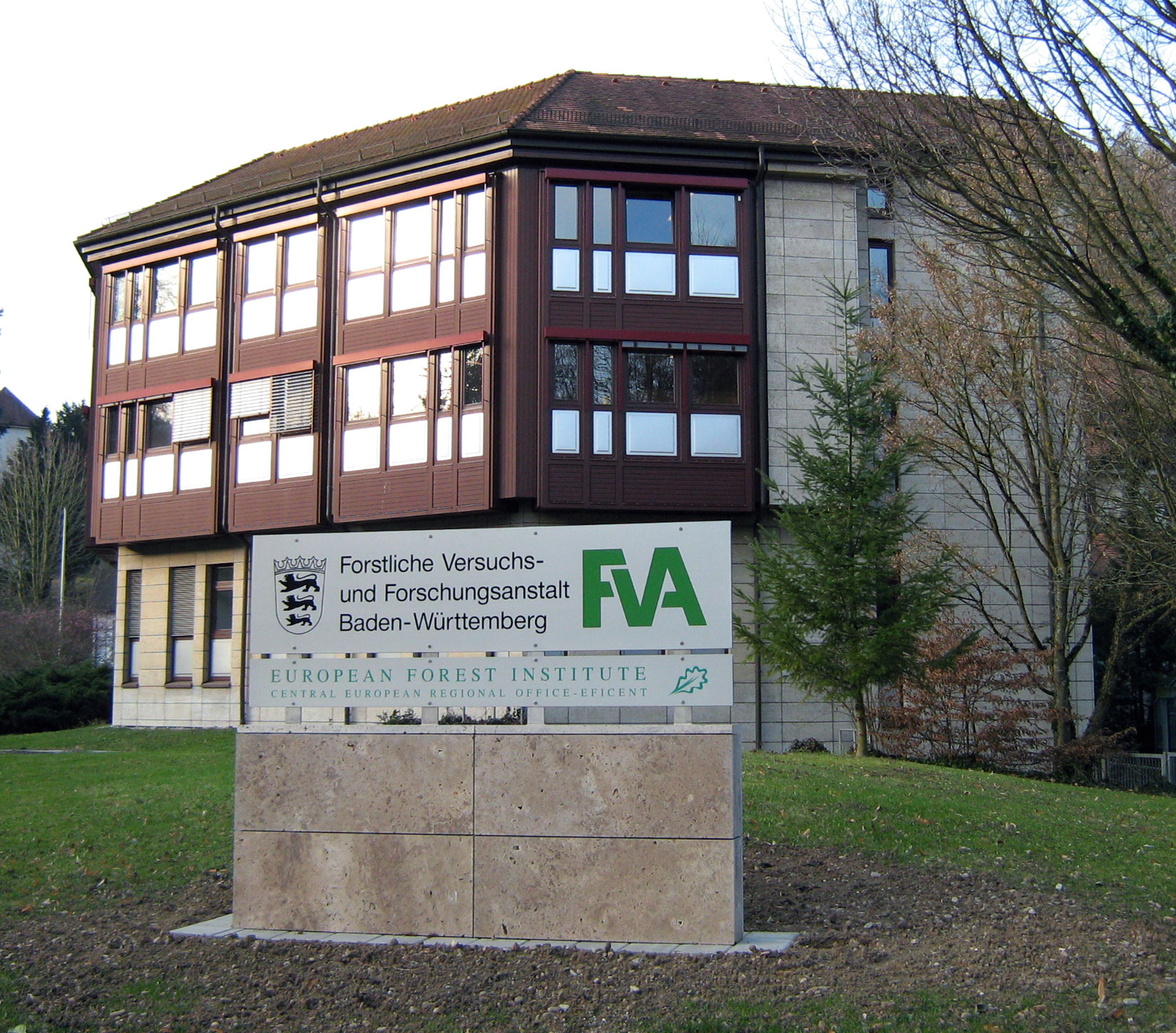
Hauptgebäude der FVA in der Wonnhaldestr. 4, 79100 Freiburg

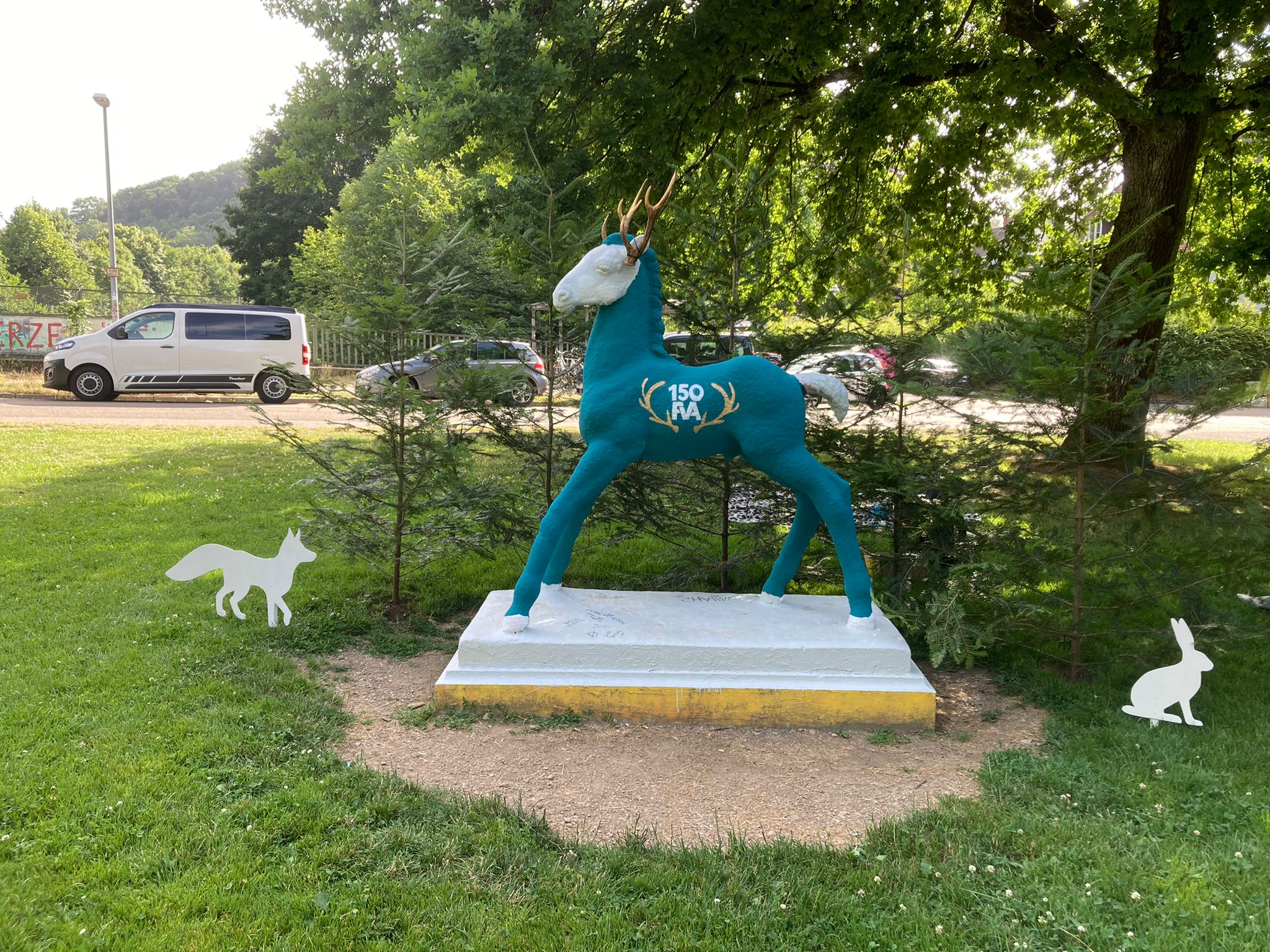
Das Freiburger Holbeinpferdle in den Farben der FVA anlässlich des 150-jährigen Bestehens 2022.

Die Forstliche Versuchs- und Forschungsanstalt Baden-Württemberg (FVA) mit Hauptsitz in Freiburg ist als Ressortforschungsinstitut der Landesforstverwaltung (LFV) dem Ministerium für Ländlichen Raum und Verbraucherschutz (MLR) in Stuttgart zugeordnet.

## Aufgaben
Das Forschungsinstitut hat die gesetzliche Aufgabe, „der Forst- und Holzwirtschaft rationelle Möglichkeiten zur Erfüllung der vielfältigen Funktionen des Waldes aufzuzeigen und die ökologischen Beziehungen zwischen Wald und Umwelt zu untersuchen“. Diese Untersuchungen betreffen alle Waldflächen und Waldfunktionen des Landes Baden-Württemberg: die Holzerzeugung, die vielfältigen Schutzfunktionen des Waldes sowie seine Bedeutung als Erholungsraum für den Menschen.
Ein Merkmal des forstlichen Versuchswesens ist das langfristige, regelmäßige Erfassen wesentlicher Abläufe in den Wald-Ökosystemen wie z. B. Baumwachstum, Bodenentwicklungen und Veränderungen der Pflanzen- und Tierwelt.
Das Forschungsinstitut erfüllt diese Aufgaben durch praxisorientierte Forschung, Entwicklung, Betreiben von Monitoringsystemen, Beratung sowie Aus- und Fortbildung. Eine besondere Stellung nimmt dabei der Wissenstransfer ein, um die neuen Erkenntnisse erfolgreich in die Praxis zu transportieren. Das Institut betreibt das forstliche Versuchsgelände Liliental und ist für das Wolfsmonitoring in Baden-Württemberg zuständig.

## Geschichte
Die heutige Forstliche Forschungs- und Versuchsanstalt Baden-Württemberg (FVA) entstand im Jahr 1958 aus der Fusion der forstlichen Versuchsanstalten aus Baden und Württemberg, deren Versuchswesen zu diesem Zeitpunkt schon seit 1870 bzw. 1872 bestand.
Im Badischen Großherzogtum wurde 1870 ein Statut vereinbart, wonach eine Einrichtung für forstliches Versuchswesen geschaffen wurde, die dem Ministerium des Innern untergeordnet sein sollte. Die neu gegründete Institution konnte ihre Arbeit allerdings erst 1872 aufnehmen, da der Deutsch-Französische Krieg die Tätigkeiten der Forstwissenschaftler herauszögerte. Im selben Jahr wurde auch die Gründung der Württembergischen Versuchsanstalt beschlossen. Bis zu ihrem Umzug an die Universität Tübingen im Jahr 1881 fungierte sie als Institut der landwirtschaftlichen Hochschule in Hohenheim und war dort auch für die forstliche Ausbildung zuständig. 1920 zog der Ausbildungszweig noch einmal um und wurde fortan in Freiburg angeboten.
In den ersten fünfzig Jahren des forstlichen Versuchswesens lag der Fokus der wissenschaftlichen Arbeit primär auf dem Erstellen von ertragskundlichen Grundlagen für Zwecke der Forsteinrichtung, Waldwertrechnung, der Statik und des Waldbaus in Baden und Württemberg.
In den Jahren des Zweiten Weltkriegs litt das forstliche Versuchswesen im Südwesten unter enormem Mangel an Forstbeamten, was die Arbeit der FVA bedeutend erschwerte. Neben dem fehlenden Personal behinderten intensive Luftangriffe auf das Stuttgarter Stadtgebiet die Arbeit der Wissenschaftler. Sie zerstörten während der Kriegsjahre das Gebäude der Versuchsanstalt und mit ihm alle Geräte sowie die komplette Büchersammlung der Institution.
Am 18. Juni 1958 wurden infolge von umfassenden Verhandlungen die württembergischen und badischen Einrichtungen als neue Forstliche Versuchs- und Forschungsanstalt (FVA) mit acht Abteilungen als Betriebsforschungsinstitut der Landesforstverwaltung in Freiburg zusammengelegt und sind seither dem Ministerium für Ernährung, Ländlichen Raum und Verbraucherschutz (MLR) unterstellt. Die Leitung der neuen baden-württembergischen Versuchsanstalt verblieb vorerst in Stuttgart und folgte den Abteilungen erst im April 1959 nach Freiburg.
Endgültig abgeschlossen wurde die Fusion der beiden Institutionen erst 1986. Im Zuge der Eröffnung des neuen Haupthauses der FVA in Freiburg bekamen alle Abteilungen, die bisher in verschiedenen Gebäuden in Freiburg und Umgebung sowie in Weilimdorf bei Stuttgart untergebracht waren, eine neue Heimat an der Wonnhalde in Freiburg-Wiehre.

## Organisation
Neben dem Hauptgebäude in der Wiehre unterhält die FVA vier weitere Dienstsitze in Freiburg. Das Forschungsinstitut ist in acht Fachabteilungen, eine Stabsstelle und eine Verwaltungseinheit untergliedert:
- Stabsstelle „Gesellschaftlicher Wandel“
- Waldwachstum (WW)
- Waldnaturschutz (WNS)
- Boden und Umwelt (BU)
- Waldschutz (WS)
- FVA-Wildtierinstitut (WTI)
- Waldnutzung (WN)
- Forstökonomie und Management (FÖ)
- Biometrie und Informatik (BuI)

In der Verwaltungseinheit „Direktion (Dir)“ sind die Leitung des Hauses und die zentralen internen Dienstleistungen angesiedelt. Sie übernimmt außerdem die Forschungskoordination und die Kommunikationsaufgaben, die in der Organisationseinheit „Wissenstransfer, Presse- und Öffentlichkeitsarbeit (WiPÖ)“ wahrgenommen werden.

## Kooperationen
Mit der Fakultät für Forst- und Umweltwissenschaften der Albert-Ludwigs-Universität Freiburg besteht eine enge und arbeitsteilige Zusammenarbeit im Rahmen des sogenannten „Freiburger Modells“. Diese Kooperation äußert sich unter anderem in gemeinsamen Kolloquien, einer gemeinsamen Schriftenreihe und der Durchführung von gemeinsamen Forschungsprojekten. Die Mitarbeiter des Forschungsinstituts wirken darüber hinaus regelmäßig in der universitären Lehre an der Freiburger Forstfakultät mit.
Das Forschungsinstitut ist in der nationalen und internationalen Forschungslandschaft eng vernetzt. Im April 2009 wurde an der FVA ein Regionalbüro des European Forest Institute (EFI) eingerichtet. Zudem ist die FVA Mitherausgeberin der internationalen Website waldwissen.net, die dem Wissenstransfer von forstlichem Wissen dient.

## Familienfreundlichkeit
Die FVA ist im Freiburger Netzwerk „Familienbewusste Unternehmen“ familyNET aktiv und ist Mitglied im Netzwerk Erfolgsfaktor Familie. Die Personalpolitik der FVA wurde 2020 erneut mit dem Prädikat „Familienbewusstes Unternehmen“ ausgezeichnet und zertifiziert. 2013 eröffnete die FVA eine betriebseigene Kindertagesstätte mit wald-, natur- und nachhaltigkeitsorientiertem Schwerpunkt.